# 406
Năm 406 là một năm trong lịch Julius.

## Sinh
- Attila, vua của Đế quốc Hung (m. 453)
- Lục Tu Tĩnh, đạo sĩ, người đã thực hiện cải cách Nam Thiên Sư Đạo (m. 477)
- Lưu Tống Thiếu Đế, hoàng đế của Triều đại Lưu Tống trong lịch sử Trung Quốc (m. 424)